# Стокер (филм)
Стокер (енгл. Stoker) је психолошки трилер филм из 2013. године, у режији Парка Чан-вука, по сценарију Вентворта Милера под псеудонимом Тед Фолк. Главне улоге глуме: Мија Вашиковска, Метју Гуд и Никол Кидман. Посвећен је сећању на продуцента Тонија Скота, који је преминуо након продукције филма.
Премијерно је приказан 20. јануара 2013. године на Филмском фестивалу Санденс, док је 1. марта пуштен у биоскопе у САД, односно 4. априла у Србији.

## Радња
Индија Стокер је тиха, повучена тинејџерка чији отац умире под сумњивим околностима, на њен 18. рођендан. На сахрани, она упознаје његовог брата Чарлија, за кога није знала ни да постоји. Стриц Чарли одлучује да се усели у кућу Стокерових, да живи са њом и њеном нестабилном мајком. Индија почиње да сумња да овај шармантни, мистериозни човек има скривене мотиве и постаје опчињена њим.

## Улоге
| Глумац          | Улога            |
| --------------- | ---------------- |
| Мија Вашиковска | Индија Стокер    |
| Метју Гуд       | Чарли Стокер     |
| Никол Кидман    | Евелин Стокер    |
| Дермот Малрони  | Ричард Стокер    |
| Џеки Вивер      | Гвендолин Стокер |
| Лукас Тил       | Крис Питс        |
| Олден Еренрајх  | Вип Тејлор       |
| Филис Самервил  | госпођа Макгарик |
| Ралф Браун      | шериф Хауард     |
| Џудит Годреш    | др Жакин         |
| Хармони Корин   | господин Фелдман |